# 9С457
9С457 — радянський та російський командний пункт зі складу ЗРС С-300В.

## Історія створення
Розробка командного пункту 9С457 була розпочата за єдиними тактико-технічними вимогами до ЗРС С-300В. Роботи були розпочаті у 1969 році у тульському НДЕМІ відповідно до постанови ЦК КПРС та Ради міністрів СРСР від 27 травня 1969 року. Через нестачу кадрів для організації робіт було проведено необхідні кадрові перестановки, після яких керівником було призначено Ю. Я. Зотова, а чисельність лабораторії 324 була збільшена спочатку до 30, а потім до 50 осіб. Особливу складність представляла розробка алгоритмів та програмного забезпечення 9С457, від яких залежало виконання технічних вимог системи С-300В. У 1977 році був вироблений перший дослідний зразок, який згодом брав участь у всіх випробуваннях С-300В аж до 1981 року, коли були проведені державні випробування першого етапу створення С-300В, після чого в 1983 році комплекс С-300В1 був прийнятий на озброєння у складі командного пункту 9С457, РЛС 9С15, багатоканальної станції наведення ракет 9С32, пускової установки 9А83, пуско-заряджальної установки 9А85 та зенітної керованої ракети 9М83. У 1988 році було пройдено другий етап випробувань, після якого комплекс С-300В був доповнений РЛС 9С19, пусковою установкою 9А82, пуско-заряджальною установкою 9А84 та зенітною керованою ракетою 9М82.

## Опис конструкції
Основним призначенням командного пункту 9С457 є координація та управління веденням бойових дій зенітних ракетних дивізіонів ЗРС С-300В. Управління може здійснюватись двома способами. При першому способі робота системи автономна. Другий використовується при протиракетній та протиповітряній обороні, коли управління системою здійснюється через вищі командні пункти зенітної ракетної бригади.
Під час режиму протиракетної оборони 9С457 координує роботу ЗРС зі знищення балістичних ракет типу MGM-31C Pershing II та захисту від авіаційних ракет, виявлених РЛС 9С19М2 «Імбір». До завдань 9С457 входить приймання радіолокаційної інформації від радіолокаційної станції 9С19М2 і станції наведення ракет 9С32, визначення і вибір істинних цілей за допомогою траєкторних ознак, розподіл цілей між пусковими установками і видача секторів огляду РЛС для пошуку і виявлення аеробалістичних цілей, а також перешкодових напрямків з метою виявлення координат постановки перешкод. Процеси та робота командного пункту 9С457 максимально автоматизовані.
Режим протиповітряної оборони призначений для забезпечення відображення нальоту до 200 аеродинамічних цілей, які були виявлені станцією радіолокації 9С15М. В умовах перешкод 9С457 здатний проводити зав'язку та супровід до 70 трас повітряних цілей, приймати інформацію про повітряні цілі від вищого командного пункту і станції наведення ракет 9С32, при цьому визначає тип цілі, а також відбирає найбільш небезпечні з них.
За один цикл цілерозподілу 9С457 видає до 24 цілевказівок зенітним ракетним комплексам. Один цикл складає 3 секунди. Час від отримання позначок цілей до видачі вказівки під час роботи з 9С15 — 17 секунд. У режимі протиракетної оборони при захисті від балістичних ракет типу MGM-52 Lance середній робочий час становить 3 секунди, а рубіж видачі цілевказівки — від 80 до 90 км.

### Ходова частина
Усі засоби командного пункту 9С457 встановлені на спеціальне гусеничне шасі, що має індекс ГБТУ — «Об'єкт 834» (рос. Объект 834). Шасі розроблено у конструкторському бюро Ленінградського заводу імені Кірова. В основі конструкції лежить шасі самохідної гармати 2С7 «Піон». Змінено положення моторно-трансмісійного відділення (перенесено до кормової частини машини), вузли та агрегати шасі по окремих вузлах уніфіковані з танками Т-72 та Т-80.

## Модифікації
- 9С457 — командний пункт ЗРС С-300В
- 9С457-1 — командний пункт ЗРС С-300В1
- 9С457М — командний пункт ЗРС С-300ВМ